# 戈登堡嶺
66°28′S 110°35′E / 66.467°S 110.583°E
戈登堡嶺（英語：Goldenberg Ridge）是南極洲的山嶺，位於威爾克斯地，處於布朗寧半島東部，長1.5公里，根據美國海軍拍攝的空中照片繪入地圖，現時由南極條約體系管理。